# Клируотер, Эдди
Эдди Клируотер (англ. Eddy Clearwater, настоящее имя Эдвард Харрингтон англ. Edward Harrington, также известен под прозвищами Guitar Eddy, Clear Waters, The Chief ; 10 января 1935, Мейкон, Миссисипи, США  — 1 июня 2018, Скоки, Иллинойс, США) — американский блюзовый гитарист, вокалист и автор песен. Лауреат Blues Music Awards в номинациях «Исполнитель современного блюза» (2001), «Альбом современного блюза» (1985); номинант Blues Music Awards в номинациях «Песня года» (1998, 1999, 2001), «Альбом современного блюза» (2001), «Альбом года» (2001), «Альбом традиционного блюза» (2009), «Исполнитель традиционного блюза» (2009), «Исполнитель блюза, заслуживающий более широкого признания» (1999),  Член Зала славы блюза (2016) . Номинант Грэмми (2004). Двоюродный брат харпера Кэри Белла .

## Биография
Эдвард Харрингтон родился в Мейконе, воспитывался своей наполовину чероки бабушкой . В 1948 году вместе с семьёй переехал в Бирмингем, Алабама. Начал учиться играть на гитаре самостоятельно в 13-летнем возрасте, будучи левшой учился играть на гитаре с обратным порядком струн. Начал выступать с различными госпел-группами, включая такую известную группу как Blind Boys of Alabama. В 1950 году он перебрался в Чикаго, где работал посудомойщиком, жил у своего дяди, через которого познакомился с такими звёздами чикагского мира блюза как Мэджик Сэм и Отис Раш, под руководством которых он в дальнейшем оттачивал своё мастерство. Вдохновляемый музыкой Чака Берри, он начал выступать с его песнями (даже выработав свою разновидность сценической походки Чака Берри ), а также начал писать свои песни в стиле Чака Берри. Впервые выступил на сцене в Чикаго в сентябре 1950 года. Уже в 1953 году он стал достаточно известен под прозвищем Guitar Eddy в южной и западной частях Чикаго, постоянно выступая в клубах и барах. В 1958 году музыкант, уже под прозвищем Clear Waters (англ. Чистые воды) записал свой первый сингл Hill Billy Blues, выдержанный в духе Чака Берри. Прозвище музыканту дал его импресарио, барабанщик Арман Джексон, как каламбур с именем Мадди Уотерс (англ. Грязные воды)   Со временем прозвище превратилось в фамилию и музыкант стал известен как Эдди Клируотер. В 1959 году музыкант впервые выступил на чикагском телешоу Bandstand Matinee. 
В течение 1960-1970 он записал ещё несколько синглов и продолжал выступать в Чикаго, став одним из первых блюзовых музыкантов, получивших признание в Северном Чикаго, среди студентов колледжей. При этом музыкант продолжал днём работать таксистом в Чикаго. Он много выступал в США (и особенно в районе Чикаго), и в дальнейшем по всему миру, выступая на фестивалях во Франции, Германии, Дании, Швеции, Польше, Турции и Нидерландах. В Великобритании Эдди Клируотер выступил даже на BBC  Музыкант часто представлялся под прозвищем «Шеф» (англ. The Chief), и выступал в традиционном индейском головном уборе, как дань памяти бабушке. В течение 1960-1970 Эдди Клируотер в большей степени ориентировался на рок-музыку и кантри, в связи с некоторым упадком в популярности блюза, но к концу 1970-х вернулся в блюз.
В 1979 году Эдди Клируотер записал свой дебютный альбом, а следующий альбом сделал его известным. Последующие альбомы 1980-х только закрепили его репутацию. В 1987 году Клируотер был выбран Правительством США для тура в Африке, связанного с налаживанием дипломатических отношений . В дальнейшем музыкант продолжал записываться, а альбом Rock 'n' Roll City', записанный вместе с группой инструментального рока Los Straitjackets был номининирован на Грэмми. Предпоследний альбом музыканта West Side Strut, вышедший в 2008 году, описывался журналом Vintage Guitar как: «Великий блюз. Эдди  демонстрирует мастерское владение гитарой, даже сложно поверить, что он может достичь таких высот в студии звукозаписи. Послушав его один раз, вы удивитесь, почему имя Клируотера не произносится с уважением в одном ряду с Фредди Кингом и Отисом Рашем». Ту же позицию в 1999 разделили критики Blues Music Awards, номинировав Эдди Клируотера на премию «Наиболее недооцененный исполнитель блюза». В 2015 году Blues Blast Magazine вручил музыканту награду «За жизненные достижения» .
В январе 1997 года Эдди Клируотер перенёс тройное коронарное шунтирование.  Последний свой концерт музыкант отыграл 19 мая 2018 года  . 1 июня 2018 года он умер в своём доме в Скоки от сердечной недостаточности. 10 января объявлен в Скоки как «День Эдди „Вождя“ Клируотера».  
Музыкант был дважды женат, от второго брака с его менеджером Рене Гриман имел шестеро детей и двоих внуков . 
Про музыканта говорили, что: «Его звук описывается как жёсткий блюз Города Ветров, подкрашенные соул баллады, акустический традиционный блюз с воодушевлением госпел…добродушный фейерверк из грифа»
«С его пронзительной игрой на перевёрнутой гитаре, его заполняющим зал вокалом, его стилем, который он называл „рок-блюз“ (мощная смесь блюза, рока, рокабилли, кантри и госпела), его безграничной энергией и даже его фирменным индейским головным убором, Клируотер является одним из лучших исполнителей блюза Вест-Сайда, работающих сегодня» 
Обозреватель The New York Times отмечал, что «Клируотер одинаково искусен в игре на гитаре в стиле Чака Берри, как и в более глубоком блюзовом стиле. Он прекрасный певец, который устраивает дикое, захватывающее шоу… своего рода жизнерадостный артист, который может превратить концерт в вечеринку»
DownBeat написал что: «Левша Эдди Клируотер — мощный шестиструнный гитарист...Он исполняет грубый шаффл в стиле Вест-Сайда, и медленный блюз, которые отлично демонстрируют его сырой, шершавый гитарный стиль, проникновенный вокал и приземлённые, юмористические тексты» .

## Дискография
- Black Night (1979)
- The Chief (1980)
- Two Times Nine (1981)
- Flimdoozie (1986)
- Blues Hang Out (1989)
- Real Good Time: Live!, live (1990)
- Help Yourself (1992)
- Live at The Kingston Mines, 1978, live (1992)
- Boogie My Blues Away (1995)
- Mean Case of the Blues (1996)
- Cool Blues Walk (1998)
- Chicago Blues Session, vol. 23, live (1998)
- Chicago Daily Blues (1999)
- Reservation Blues (2000)
- Rock 'n' Roll City, c Los Straitjackets (2003)
- West Side Strut (Alligator Records, 2008)
- Soul Funky, c Ронни Бруксом и Билли Бранчем (Cleartone, 2014)